# ناثان سيبيرج
ناثان " ناتي " سيبيرج ( /ˈsaɪbɜːrɡ/ 22 سبتمبر 1956) هو عالم فيزياء نظري أمريكي إسرائيلي يعمل في نظرية المجال الكمي ونظرية الأوتار . وهو حالياً أستاذ في معهد الدراسات المتقدمة في برينستون، نيوجيرسي، الولايات المتحدة.
1. ↑  مذكور في: مشروع إحصاء علماء الرياضيات. لغة العمل أو لغة الاسم: الإنجليزية.
2. ↑  مذكور في: إن إن دي بي. لغة العمل أو لغة الاسم: الإنجليزية.
3. ↑  وصلة مرجع: https://www.ictp.it/prize/dirac-medal.
4. ↑  وصلة مرجع: http://www.aps.org/programs/honors/prizes/heineman.cfm. الوصول: 6 أكتوبر 2018.
5. ↑  وصلة مرجع: http://www.okc.albanova.se/research/memorial-lecture/earlier-lectures.